# Titanosauria
Titanozaurii (membri ai gupului Titanosauria)  au fost un grup divers de dinozauri sauropozi care au inclus Saltasaurus și Isisaurus din Africa, Asia, America de Sud, Europa și Australia. Titanozaurii au fost ultimul grup supraviețuitor de sauropode cu gât lung la momentul Extincției de la sfârșitul Cretacicului. Grupul include cele mai mari animale terestre despre care se știe că au existat, cum ar fi Patagotitan — estimat la o lungime de 37 m cu o greutate de 69 tone — și dinozaurii comparabili ca dimensiuni Argentinosaurus și Puertasaurus din aceeași regiune.  Numele grupului face aluzie la titanii din mitologia greacă, prin genul-tip Titanosaurus (astăzi considerat nomen dubium). Împreună cu brahioasuridele titanozaurii alcătuiesc clada Macronaria.